# Czywiki
Czywiki (Poospizinae) – podrodzina ptaków z rodziny tanagrowatych (Thraupidae).

## Rozmieszczenie geograficzne
Podrodzina obejmuje gatunki występujące w Ameryce Południowej.

## Systematyka
Do podrodziny należą następujące rodzaje:
- Xenospingus Cabanis, 1867 – jedynym przedstawicielem jest Xenospingus concolor (d’Orbigny, 1837) – ineczka szara
- Piezorina Lafresnaye, 1843 – jedynym przedstawicielem jest Piezorina cinerea (Lafresnaye, 1843) – ineczka grubodzioba
- Pseudospingus von Berlepsch & Stolzmann, 1896
- Cnemoscopus Bangs & T.E. Penard, 1919
- Poospiza Cabanis, 1847
- Kleinothraupis Burns, Unitt & Mason, 2016
- Sphenopsis P.L. Sclater, 1862
- Thlypopsis Cabanis, 1851
- Castanozoster Burns, Unitt & Mason, 2016 – jedynym przedstawicielem jest Castanozoster thoracicus (von Nordmann, 1835) – melodnik
- Microspingus Taczanowski, 1874
- Nephelornis Lowery & Tallman, 1976 – jedynym przedstawicielem jest Nephelornis oneilli Lowery & Tallman, 1976 – ochrówka
- Urothraupis Taczanowski & von Berlepsch, 1885 – jedynym przedstawicielem jest Urothraupis stolzmanni Taczanowski & von Berlepsch, 1885 – sztolcmanka
- Cypsnagra Lesson, 1831 – jedynym przedstawicielem jest Cypsnagra hirundinacea (Lesson, 1831) – tanagrówka
- Donacospiza Cabanis, 1851 – jedynym przedstawicielem jest Donacospiza albifrons (Vieillot, 1817) – trzcinowiec
- Poospizopsis von Berlepsch, 1893